# Santa Maria Madalena (Rio de Janeiro)
Santa Maria Madalena é um município brasileiro do estado do Rio de Janeiro. Localiza-se a 21º57'19" de latitude sul e 42º00'29" de longitude oeste, a uma altitude de 615 metros. A população aferida na estimativa de 2022 foi de 10 232 habitantes.

## História
O desbravamento da região hoje ocupada pelo município de Santa Maria Madalena data de 1840, quando por ali passou o português Manoel José Teixeira Portugal. Logo depois, se estabeleceu no local o mateiro José Vicente, que ali chegou em perseguição a negros fugitivos e armou um rancho no mesmo local do antecessor, onde hoje se localiza a Igreja Matriz de Santa Maria Madalena.
Em 1850, José Vicente foi visitado pelo padre francês Francisco Xavier Frouthé, que seguia pela região à procura de nativos a quem pudesse passar suas mensagens religiosas. Diz-se que o mateiro interessou-se por uma espingarda que o padre trazia consigo, propondo ao mesmo a sua troca pelas terras. A partir de então, Frouthé foi responsável por coordenar a construção de uma capela dedicada à santa. Nos anos seguintes, a localidade foi elevada à condição de freguesia.
Em 8 de junho de 1862 ocorreu o seu desmembramento da cidade de Cantagalo, com o que Santa Maria Madalena tornou-se um município independente.

## Geografia

### Clima
O clima é tropical de altitude, com temperatura variando entre 6º e 35º C.
Segundo dados do Instituto Nacional de Meteorologia (INMET), referentes aos períodos de janeiro de 1961 a dezembro de 1979 e janeiro 1983 a maio de 2018, a menor temperatura registrada em Santa Maria Madalena foi de 2,3 °C em 14 de julho de 1988 e a maior atingiu 39,1 °C em 19 de janeiro de 1995. O maior acumulado de precipitação em 24 horas foi de 173,1 milímetros (mm) em 13 de novembro de 2012. Outros grandes acumulados iguais ou superiores a 100 mm foram: 155,2 mm em 10 de dezembro de 2002, 146,8 mm em 26 de janeiro de 1961, 138 mm em 17 de novembro de 1977, 131 mm em 26 de fevereiro de 2010, 112,3 mm em 4 de março de 2005, 111,6 mm em 13 de novembro de 1976, 111,4 mm em 3 de janeiro de 2007 e 102,2 mm em 16 de abril de 2018. Janeiro de 1961, com 646,5 mm, foi o mês de maior precipitação, seguido por janeiro de 2007 (573,3 mm).
| Dados climatológicos para Santa Maria Madalena | Dados climatológicos para Santa Maria Madalena | Dados climatológicos para Santa Maria Madalena | Dados climatológicos para Santa Maria Madalena | Dados climatológicos para Santa Maria Madalena | Dados climatológicos para Santa Maria Madalena | Dados climatológicos para Santa Maria Madalena | Dados climatológicos para Santa Maria Madalena | Dados climatológicos para Santa Maria Madalena | Dados climatológicos para Santa Maria Madalena | Dados climatológicos para Santa Maria Madalena | Dados climatológicos para Santa Maria Madalena | Dados climatológicos para Santa Maria Madalena | Dados climatológicos para Santa Maria Madalena |
| Mês | Jan                                            | Fev                                            | Mar                                            | Abr                                            | Mai                                            | Jun                                            | Jul                                            | Ago                                            | Set                                            | Out                                            | Nov                                            | Dez                                            | Ano                                            |
| --- | ---------------------------------------------- | ---------------------------------------------- | ---------------------------------------------- | ---------------------------------------------- | ---------------------------------------------- | ---------------------------------------------- | ---------------------------------------------- | ---------------------------------------------- | ---------------------------------------------- | ---------------------------------------------- | ---------------------------------------------- | ---------------------------------------------- | ---------------------------------------------- |
| Temperatura máxima recorde (°C) | 39,1                                           | 36,1                                           | 34,6                                           | 36,1                                           | 31,7                                           | 29,9                                           | 31,2                                           | 33,4                                           | 35,2                                           | 37,1                                           | 34,3                                           | 35,1                                           | 39,1                                           |
| Temperatura máxima média (°C) | 28,4                                           | 29,4                                           | 28,3                                           | 26,7                                           | 24,5                                           | 23,3                                           | 23,1                                           | 23,9                                           | 24,2                                           | 25,7                                           | 26,4                                           | 27,3                                           | 25,9                                           |
| Temperatura mínima média (°C) | 18,8                                           | 18,8                                           | 17,4                                           | 14,9                                           | 13,3                                           | 13,3                                           | 13                                             | 13,1                                           | 14,5                                           | 16                                             | 17,1                                           | 18,1                                           | 16,1                                           |
| Temperatura mínima recorde (°C) | 12,8                                           | 12,1                                           | 12,1                                           | 7,4                                            | 6,3                                            | 3,8                                            | 2,3                                            | 4,2                                            | 7,1                                            | 8,3                                            | 9,4                                            | 11,2                                           | 2,3                                            |
| Precipitação (mm) | 245,6                                          | 134,7                                          | 165,9                                          | 87,6                                           | 60                                             | 43,4                                           | 45,9                                           | 42,6                                           | 93,1                                           | 113,6                                          | 195                                            | 262,9                                          | 1 490,3                                        |
| Dias com precipitação (≥ 1 mm) | 12                                             | 8                                              | 10                                             | 7                                              | 5                                              | 4                                              | 5                                              | 4                                              | 8                                              | 8                                              | 11                                             | 13                                             | 95                                             |
| Fonte: Instituto Nacional de Meteorologia (INMET) (normal climatológica de 1981-2010; recordes de temperatura: 01/01/1961 a 31/12/1979 e 01/01/1983 a 31/05/2018) |                                                |                                                |                                                |                                                |                                                |                                                |                                                |                                                |                                                |                                                |                                                |                                                |                                                |

## Cidade da Geologia
O Governo do Estado do Rio de Janeiro idealizou a criação de cidades temáticas com o propósito de promover o desenvolvimento econômico e social dos municípios do interior do Estado. A cidade foi então lançada como a "Cidade da Geologia do Estado do Rio de Janeiro”.
Sediada numa região naturalmente exuberante, com afloramentos rochosos esculturais em abundância, Santa Maria Madalena foi eleita para receber tal título, pois apresenta todos os requisitos para ser o polo da discussão geológica fluminense. Preponderante para a escolha de Madalena é também o fato de que boa parte do Parque Estadual do Desengano localiza-se em território madalenense.
Além da paisagem, a cidade apresenta uma cultura relacionada ao artesanato mineral, num projeto pioneiro de qualificação técnica de adolescentes na arte de confeccionar peças artísticas a partir de minerais e rochas.

## Cidade das Estrelas
Devido às especiais condições para observação do céu noturno, no dia 10 de janeiro de 2022 o governo do Estado do Rio de Janeiro, através da Lei 9.543/2022, declarou o município de Santa Maria Madalena como “Cidade das Estrelas". De autoria da deputada Adriana Balthazar (Novo), além de conceder o título ao município da região serrana fluminense, a Lei autoriza o Poder Executivo a realizar campanhas para fomentar o turismo local pela qualidade do céu para observação dos corpos celestes.

## Patrimônio histórico
Santa Maria Madalena foi um dos 173 municípios brasileiros incluídos no Programa de Aceleração do Crescimento das Cidades Históricas. Em 2009, o Instituto do Patrimônio Histórico e Artístico Nacional (Iphan) iniciou o processo de tombamento do centro histórico, a partir de um estudo realizado por professores e estudantes da Universidade Federal Fluminense.
Em 2011, o Iphan emitiu um parecer favorável ao tombamento. Para que o local seja declarado patrimônio histórico brasileiro, o parecer ainda precisa ser aprovado pela presidência do órgão e pelo conselho consultivo.
Entre os prédios a serem tombados estão o da Antiga Estação Ferroviária (1890, atualmente sede da Casa da Cultura), o extinto Hotel Brasil (1894), a Igreja Matriz e o conjunto paisagístico formado por casas simples.

## Personalidades madalenenses
- Dercy Gonçalves
- Francisco Fajardo
- Freire Júnior
- José Antônio de Morais
- José Joaquim da Silva Freire
- Paulo Fernando Feijó Torres